# Tinea nigrella
Tinea nigrella is een vlinder uit de familie van de echte motten (Tineidae). De wetenschappelijke naam is gepubliceerd in 1768 door Linnaeus.